# نیلتون (واشینگتن)
نیلتون (به انگلیسی: Neilton) یک منطقهٔ مسکونی در ایالات متحده آمریکا است که در شهرستان گریز هاربر، واشینگتن واقع شده‌است. نیلتون ۲۵٫۰ کیلومتر مربع مساحت و ۳۱۵ نفر جمعیت دارد و ۱۴۷ متر بالاتر از سطح دریا واقع شده‌است.